# Kruiskerke
Kruiskerke is een dorp in de Belgische provincie West-Vlaanderen, op het grondgebied van de deelgemeente Ruiselede van de gemeente Wingene. Dit landelijk dorp ligt in het noorden van de gemeente en grenst aan de gemeente Aalter. Kruiskerke telt ongeveer 700 inwoners.

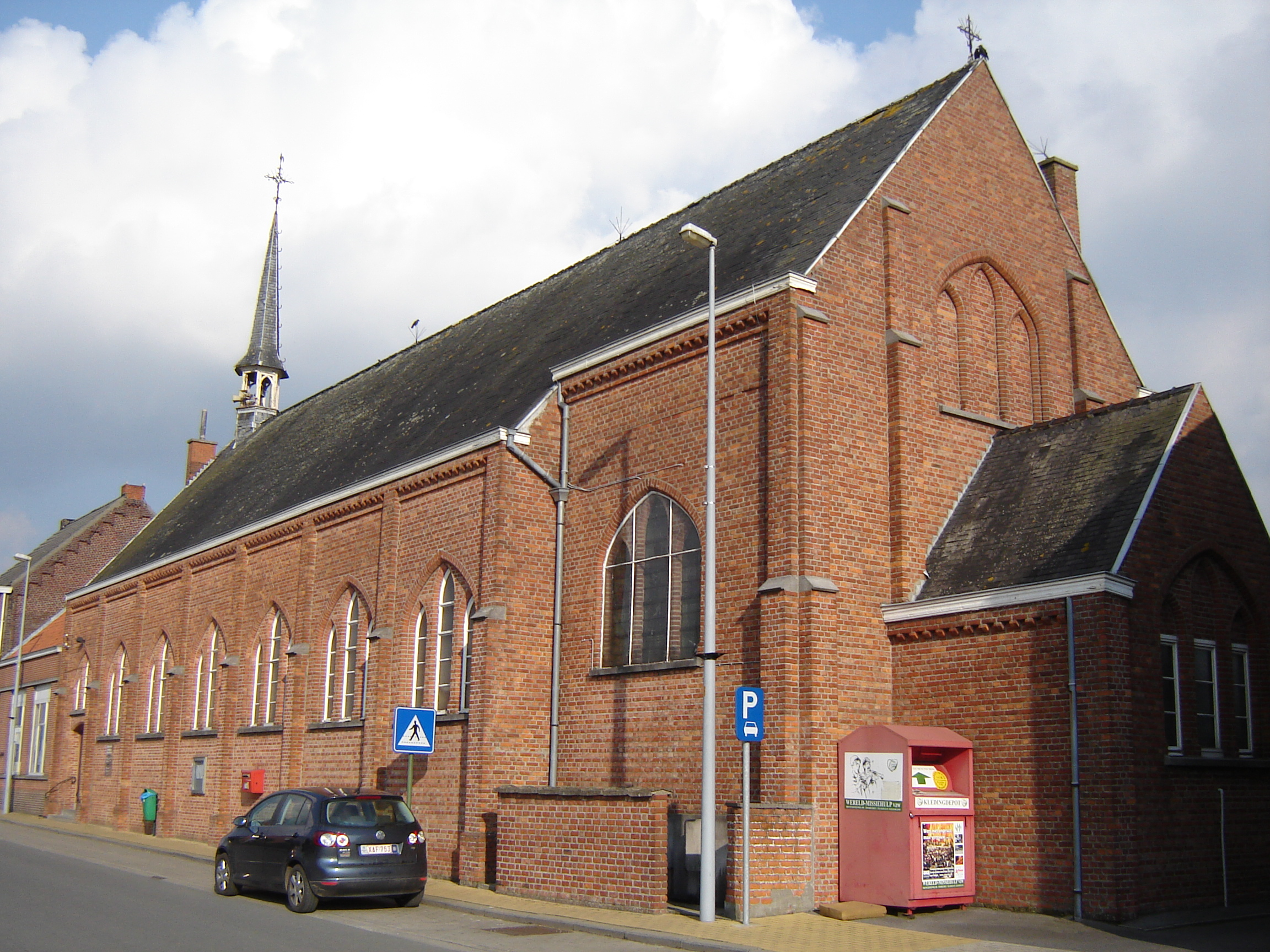
Heilige Kruisverheffingskerk

## Geschiedenis
Kruiskerke ligt op de rand van het vroegere Bulskampveld. In 1242 trok Walter van Marvis, bisschop van het bisdom Doornik, op rondreis en bakende de grenzen af van de toenmalige parochies. Daarvoor bracht hij kruisen aan. Bisschop Walter van Marvis kwam ook op dit grondgebied langs en vernoemde in zijn verslag Ghyselodamme. De nog bestaande heerlijkheidshoeve Ghyseloo werd vermeld op de grenskaart van Loys de Bersacques uit 1627. De Ghyselodamstrate is nu de huidige Kruiskerkestraat, hoofdstraat van het dorp.
In 1587 waren er plannen om een kanaal vanuit Brugge naar de Leie (richting Gottem-Grammene) te graven over het grondgebied (nl. over Oostkamp, Hertsberge, Wildenburg, het huidige Doomkerke en Kruiskerke, Axpoele, Poeke en Lotenhulle). De Gentenaren o.a. boden nogal wat weerstand en verhinderden om dit kanaalplan tot een goed einde te brengen. In de volgende eeuw (1613-1616) kwam er toch een kanaal (of vaart) over Beernem, Sint-Joris (ten Distel), Aalter-Brug naar Gent.
Vanaf april 1621 verzamelde de kasselrij Kortrijk in Ruiselede keurlingen (opgeroepen plattelandsbewoners) om als hulpkorps te helpen bij de genietroepen of als grenswachten dienst te doen. Van 27 september tot 17 november dat jaar werd op het grondgebied nabij de Wante (kruispunt Wantestraat met Kruiskerkestraat) een fort gebouwd als verdediging van het kort daarvoor in de omgeving gegraven kanaal.
Tegen het eind van de 19de eeuw telde het gehucht enkele kleine arbeiderswoningen en enkele hoeves. Er werd een school opgericht in 1884. Het gebouw onderging enkele verbouwingen en in 1999 kreeg deze kleine basisschool de naam De Eekhoorn. In 1932 werd met medewerking van de Congregatie van de Zusters van Onze-Lieve-Vrouw van 7 Weeën uit Ruiselede centrum een kapel gebouwd, de Heilige Kruisverheffingskerk. Deze werd reeds twee jaar later, in 1934, vergroot en doet nog steeds dienst als parochiekerk. Kruiskerke groeide in de loop van de 20ste eeuw verder uit tot een woondorp met vooral wat nieuwbouw in de laatste twee decennia.
Voor de erkenning als parochie, droeg het gehucht de naam Ruisleeds Veld of ook ’t Prochieveld. Na de toestemming door Mgr. Henri Lamiroy in 1946 om een nieuwe parochie te stichten, kreeg het dorp de naam Kruiskerke. In de zitting van 8 december werd het voorstel door de kerkraad van Doomkerke goedgekeurd en de kerkraad van Ruiselede verleende op 15 december 1946 eveneens zijn goedkeuring. Ongeveer 180 inwoners van Doomkerke maakten vanaf toen deel uit van de nieuwe parochie. Ruiselede-centrum (parochie Onze-Lieve-Vrouw ten Hemelopneming) zelf stond het grootste deel af voor de bevolking van de nieuwe parochie. In augustus 1947 kreeg de parochie officieel de naam "Heilig Kruisverheffing Kruiskerke". Sinds 1997 is zij opgenomen in de 'Federatie Ruiselede-Wingene' en woont er geen vaste parochiepriester meer.

## Bezienswaardigheden
- De Vorte Bossen, een natuurgebied van zo'n 50 ha, gelegen op de grens met Doomkerke (eigendom VZW Natuurreservaten)
- De Heilige-Kruisverheffingskerk
- Zandbergkruis (1911), grenskruis op de grens met Aalter (provincie Oost-Vlaanderen)
- Parochieveldbos met vijver 'De Visserij' op de grens met Maria-Aalter

## Nabijgelegen kernen
Doomkerke, Ruiselede, Aalter